# امارت شارجه
شارجه (به عربی: الشارقة)(به انگلیسی: Sharjah) یکی از امارت ها و شیخ‌نشین‌های هفت‌گانهٔ امارات متحده عربی است. مرکز این امارت شهر شارجه است. 

## جغرافیا
شارجه یکی از هفت امارتی است که دولت امارات متحده عربی را تشکیل می‌دهند و محدوده این امارت حدود ۱۶ کیلومتر از ساحل کشور امارات در خلیج فارس را می‌پوشاند.
عمق خاک این امارت رو به داخل کشور حدود ۶۰ کیلومتر است.
مساحت شارجه ۲۶۰۰ کیلومتر مربع می‌باشد، و این امارت با تمام امارات‌های که کشور دولت امارات عربی متحده تشکیل می‌دهند حدود مشترک دارد.
مساحت شارجه ۲۶۰۰ کیلومتر مربع می‌باشد.

## مساحت
مساحت شارجه ۲۵۹۰ کیلومتر است که ۳٫۳ درصد خاک امارات متحده را دربر می‌گیرد.
پایتخت این امارت شهر شارجه و حاکم کنونی (آوریل ۲۰۰۵) این امارت شیخ دکتر سلطان بن محمد القاسمی است.
شارجه همچنین دارای سه شهر در کرانه دریای عمان است که از بدنه اصلی خاک امارت شارجه جدا هستند. نام این شهرها خور فکان، خور کلباء و دِبا الحُصن است. مهم‌ترین واحه شارجه ذَید نام دارد که دارای زمینهای کشاورزی حاصلخیزی است.

## پایتخت فرهنگی
شارجه از سال ۱۹۹۸ به این سو در میان امارات به عنوان «پایتخت فرهنگی» مشهور شده‌است و سبب آن بیشتر بودن آثار باستانی و فعالیتهای فرهنگی در شارجه نسبت به دیگر امارات‌ها است. دانشگاهی نیز به نام دانشگاه آمریکایی شارجه در این امارت وجود دارد که به عنوان یکی از بهترین دانشگاه‌های امارات متحده عربی یاد می‌شود.
امارت شارجه با تمام امارت‌هایی که کشور دولت امارات عربی متحده تشکیل می‌دهند مرزهای مشترک دارد. مثلاً از طرف غرب با امارت ابوظبی حدود مشترک دارد از جهت روستای «شویب» نزدیک به شهر «العین» که تابع امارت ابوظبی است. در اینجا منطقه «المدام» با روستای شویب حدود مشترک دارند. منطقه المدام تابع امارت شارجه‌است و روستای شویب از توابع امارت ابوظبی است.
از طرف جنوب با امارت رأس الخیمه و عمان حدود مشترک دارد از ناحیه روستای «المدام» و روستای «الملیحه». در این منطقه روستائی هست بنام «الحویلات». این روستا از توابع امارت رأس الخیمه‌است که با امارت شارجه و عمان حدود مشترک دارند. البته امارت شارجه با دبی و عجمان حدود مشترک دارند.
یک قطعه دیگر از امارت شارجه از این امارت جدا افتاده‌است که بنام «الحمریه» معروف است. این قطعه از خاک شارجه بین امارت عجمان و امارت أم القیوین واقع شده‌است. در الحمریه تأسیسات بندر صدور گاز وجود دارد و گاز منطقه «الصجعه» تابع شارجه از این بندر به خارج صادر می‌شود.

## شارجه، الگویی موفق از گردشگری کشورهای اسلامی
شارجه در حوزه بازاریابی‌های گردشگری و معرفی خود به عنوان مهم‌ترین جاذبه گردشگری کشورهای عربی و جهان اسلام موفق بوده‌است. این موفقیت بزرگ و قابل توجه براساس یک راهبرد (استراتژی) روبه گسترش طولانی مدت گردشگری بوده‌است. با این حال شارجه و امارات روی‌هم‌رفته ویژگی اسلامی و عربی خود را نیز حفظ کرده‌اند. شارجه از موقعیت جغرافیایی‌اش مزایای بسیار زیادی به دست آورده است؛ به گونه‌ای که خلیج فارس در غرب آن و دریای عمان نیز در شرق آن واقع شده‌است. در واقع این منطقه تنها منطقه در امارات است که به این دو دریای مهم دسترسی دارد. شارجه در ساحل شرقی واقع شده و مرکز فعالیت‌های اجتماعی، سیاسی، فرهنگی، اقتصادی و گردشگری امارات به حساب می‌آید.

## هتل‌های شارجه
هتلی به نام Oceanic Hotel (مهمانسرای اقیانوسی) یکی از قدیمی‌ترین هتل‌ها در امارات است. این هتل در سال ۱۹۷۴ میلادی و به عنوان یکی از نخستین اقدامات مربوط به تغییر و تحول در عرصه صنعت گردشگری امارات ساخته شد. هشت سال بعد، نخستین هتل پنج ستاره امارات با نام Sharjah Holiday Inn در این کشور عربی ساخته شد. همچنین در دهه‌های ۷۰ و ۸۰میلادی، هتل‌های سه ستاره‌ای در شارجه احداث شد.
باید گفت که نوآوری و بازسازی هتل‌های ساحلی در امارات، یکی از سیاست‌های همیشگی وزارت گردشگری امارات بوده‌است که در سال ۱۹۹۶ اساس آن نهادینه شد. در همین حال چنین به نظر می‌رسد که ساخت تعداد بیشتری هتل در امارات بازگوکننده تمرکز دولت این کشور بر روی تحولات رو به جلوی گردشگری امارات است. از سوی دیگر معماری سنتی امارات و همچنین برج‌های آن که در ساخت آنها از دست ساخته‌های ویژه‌ای بهره برده شده‌است، ویژگی مخصوصی از جمله ویژگی عربی و اسلامی به آن بخشیده‌است.

## بارسازی مناطق تاریخی و موزه‌ها
این طرح‌های بازسازی نتایج قابل توجهی به دنبال داشته است؛ به طوری که این اقدامات به ایجاد موزه‌های هنری متعدد، ساخت ساختمان‌های چند منظوره، سالن‌های تئاتر، بازارهای هنرهای دستی و مساجد گوناگون منجر شده‌است. این تحولات موجب آن شده که شارجه همواره شاهد برگزاری نمایشگاه‌های گوناگونی باشد؛ به طوری که موزه ملی شارجه برگزارکننده نمایشگاه بی‌سابقه‌ای از نقاشی‌های نگارگران جهانی بوده‌است.
در همین حال معماری جدید و مدرن در ساختمان‌های شارجه نیز به جذب هر چه بیشتر گردشگران بین‌المللی منجر شده‌است.
در کنار مناطق سنتی با معماری ویژه خود، در ساختمان‌های تازه شارجه از نوعی شیوه معماری عربی - اسلامی بهره‌گیری شده‌است. از این نوع معماری جدید و مدرن در ساختمان‌های مهمی در شارجه همچون بازار مجره، دانشگاه شارجه، بازار مرکزی، خانه‌های قدیمی در مریجه، و بازار عرصه و شمار زیادی از مساجد این منطقه استفاده شده‌است.
با این حال حفظ شیوه زندگی فعلی و سنت‌های اسلامی در شارجه، یکی از نکات مورد توجه صنعت گردشگری این منطقه گردشگری بوده‌است. از جمله این نکات، ممنوعیت استفاده از مشروبات الکلی، جلوگیری از تکمیل باشگاه‌های شبانه و استفاده عمومی از سواحل دریا هستند.
امارت شارجه بسیاری از پیشرفت‌های خود را مدیون حاکم شارجه -شیخ دکتر سلطان بن محمد القاسمی- است.

## مناطق گوناگون
- ذید.
- خور فکان.
- کلباء.
- دبا الحصن.
- الوشاح.
- المدام.
- الفلج.
- طوی نزوی.
- الصجعة.
- الحمریه.
- مریجه.
- الملیحه.
- الخان.
- اللیة.
- الحیرة.
- البدایر.
- الفایه.
- شیص
- نحوه

## مناطق شهر شارجه
المجرة، الحیرة، الخان، المریجة، القادسیة، الممزر، النهدة، أم خنور (السبخة)، الغافیة، العزرة، الرفاع، الناصریة، الحزانة، الرقة (الجزات)، شرقان، الغبیبة، النباعة، الرماقیة، الرمثاء، المنصورة، الدراری، القاسمیة، المجاز، میسلون، الشهباء، الخزامیة، حلوان (الآبار)، سمنان، الطلاع، أبو طینة، الصناعیة ۱–۱۷، البحیرة، الرملة، الفیحاء، المناخ، الیرموک، الفلج، دسمان، القوز، الموافجة، الطرفانة، النخیلات، المرقاب، المصلی، الخالدیة، اللیه، المنصورة، الیاش، السویحات، الفشت، الرفاعة، الفلاح. القرائن، النوف، الجرینة، الرحمانیة، السیوح، التعاون.

## نگارخانه
موزه هنری شارجه - امارات متحده عربی
شهر شارجه که با نام پایتخت هنری امارات متحده عربی هم شناخته می‌شود، یکی از مقاصد مورد علاقه هنرمندان محسوب می‌شود، چرا که در این شهر پر از موزه و آثار هنری و تاریخی است که تاریخ دانان و هنرمندان را به خود جذب می‌کند. سعی و تلاش برای حفظ این آثار باعث شد که یونسکو این شهر را به عنوان پایتخت فرهنگی جهان عرب معرفی کند. موزه هنری شارجه یکی از دیدنی های این شهر محسوب می‌شود که در واقع بزرگترین موزه هنری در کشور امارات است. این مجموعه در سال 1997 میلادی افتتاح شد و به جز بخش گالری‌های دائمی، قسمتی را برای برگزاری نمایشگاه‌های موقتی دارد، که در بازه‌های زمانی مختلف آثاری با موضوعات مختلف را در آن‌جا به نمایش می‌گذارند. اما در بخش دائمی و همیشگی موزه هنری شارجه آثار هنری ارزشمندی را خواهید دید که ساعت‌ها می‌توانید در تماشای آن‌ها غرق شوید. این مجموعه سه طبقه از 72 گالری تشکیل شده است که تابلوهای نقاشی موجود در این گالری‌ها بیشتر بر روی جهان عرب تمرکز دارند. هنرمندان و نقاشانی از قرن 18 که از خاورمیانه بازدید کردند و با طبیعت، معماری و فرهنگ این منطقه ارتباط برقرار کردند این آثار را از خود به جای گذاشتند که اکنون در موزه هنری شارجه دیده می‌شوند. 